# Ḟ
Das Ḟ (kleingeschrieben ḟ) ist ein Buchstabe des lateinischen Schriftsystems. Er besteht aus einem F mit Überpunkt.
Der Buchstabe wird heute nicht mehr benutzt, fand aber früher Verwendung. In der alten Orthographie des Irischen stand das Ḟ für ein lenisiertes F. In der heutigen Orthographie wird dafür der Digraph fh verwendet.
Auch in einer früheren Version von ISO 9 fand das Ḟ Einzug, um den kyrillischen Buchstaben Fita zu transliterieren. Heute wird dafür stattdessen der Buchstabe F̀  verwendet.

## Darstellung auf dem Computer
Unicode enthält das Ḟ an den Codepunkten U+1E1E (Großbuchstabe) und U+1E1F (Kleinbuchstabe).
In TeX kann man das Ḟ mit den Befehlen \.F und \.f bilden.